# Grande ruota della cultura
Nella teoria sociologica, la Grande Ruota della Cultura nella Società è una rappresentazione grafica teorizzata da Karl Erik Rosengren, descritta nel suo saggio Culture, Media and Society, inserito all'interno della raccolta Media effects and Beyond, Culture, Socialization and Lifestyle, da lui stesso curata nel 1994.

## Teoria
Rosengren teorizza il concetto di sistema come un'organizzazione dotata di struttura e processi, grazie a cui si possono descrivere organizzazioni di varie dimensioni, dai gruppi informali di amici fino alla società nel suo insieme. Esiste sempre un sistema dei valori condiviso dagli appartenenti al sistema. Il sistema dei valori è rappresentato da tre cerchi concentrici, dall'interno verso la circonferenza abbiamo:
- sistema materiale dei manufatti
- sistema sociale delle azioni
- sistema culturale delle idee

le prime due circonferenze danno concretezza (esprimono) il sistema culturale.

## Coordinate polari
Questa rappresentazione grafica è polarizzata secondo orientamenti valoriali che si presentano a coppie:
- orientamento valoriale cognitivo vs. orientamento valoriale normativo
- orientamento valoriale espressivo vs. orientamento valoriale strumentale

che in concreto sono (nell'ordine): i valori di verità, giustizia, bellezza, utilità. Fanno capo alle contrapposizioni dei verbi latini: sapere/debere, esse/facere.

### Sottoinsiemi istituzionali
Rispetto a questi poli si possono facilmente collocare i sottoinsiemi istituzionali che rappresentano queste tendenze:
- scienza
- conoscenza
- letteratura
- arte
- religione
- politica
- economia
- tecnologia